# 小間粛
小間 粛（こま しく、1843年（天保14年8月） - 1900年（明治33年）12月1日）は、日本の政治家。衆議院議員（2期）。

## 来歴
1843年（天保14年）8月 能登国鳳至郡清水村の藤九郎の次男に生まれる。父は加賀藩の寺社奉行であった。小間は藩校に学び漢学を修め、藩から山廻役を命ぜられていた。廃藩後は養蚕業を営み、製糸工場を経営した。
その一方で戸長を務めのちに門前小学校で訓導や珠洲郡書記も務めた。
1879年県会議員選挙に鳳至郡選挙区から出馬し当選、以後当選を重ねる。1883年2月には盈進社発起の北陸道有志大懇談会に参加し、1884年の県会では河瀬貫一郎に反対の立場をとったが同志少なく主導権を握ることはできなかった。その後依然として河瀬派と対立し1887年には遠藤秀景と連携した。
1888年4選され、仮議長を選ぶにあたり真舘貞造の資格問題を追及して遂には県会を解散に至らしめた。
1889年5選され所属する自由党の議員は31名に達し同年2月に副議長に選出された。
1890年の第1回衆議院議員総選挙では石川4区から出馬し、当選したが所属政党は愛国公党だった。その後、同年に自由党に加盟した。
1892年には第2回衆議院議員総選挙に出馬したが百萬梅治に敗れ落選。1894年の第3回衆議院議員総選挙では4票の僅差で百萬を破り当選。しかし、第4回選挙以降は落選、その後落選を重ねる。一時自由党系の機関紙「北陸日報」の経営にあたったり總持寺の鶴見移転に尽くしたりしたが、病を患い1900年（明治33年）12月1日に58歳で死去する。嗣子がないため下時国家より忠兵衛を養子に迎えた。

## 註
1. ↑  小間は真舘が県会議員選挙の被選挙権が無いと追及した。